# 吉行理恵
吉行 理恵（よしゆき りえ、本名：吉行→辻→吉行理恵子、1939年〈昭和14年〉7月8日 - 2006年〈平成18年〉5月4日）は、日本の小説家・詩人。

## 来歴・人物
東京府生まれ。母は吉行あぐり、父は吉行エイスケ。兄は吉行淳之介、姉は吉行和子。女子学院中学校・高等学校、早稲田大学第二文学部日本文学専修卒業。
父や兄の影響を受け、早くから文筆活動に目覚める。1964年から1967年まで、工藤直子・吉原幸子ら女性詩人8人による同人「ゔぇが」に参加。詩集『夢のなかで』で1968年第8回田村俊子賞を受賞。
詩人としての評価の方が高かったが、小説『小さな貴婦人』で1981年上期芥川賞を受賞。兄妹で芥川賞を受賞した最初の事例として話題を呼んだ（選考委員の1人には兄がいた）。
詩には少ない語彙を何度も使うものが多く、文学では詩的散文を用いた独特のリズムが見受けられた。猫が題材にとられたものも多い。
詩人としても小説家としても寡作であった。
母・兄・姉がメディアなどへの露出が多かったのに対して、理恵だけはあまり公の場には姿を見せなかった。三兄妹の中では唯一生涯独身だった。
2006年5月4日、甲状腺癌のため都内の病院で死去した。66歳没。

## 経歴
- 1963年 『青い部屋』の発刊により詩人デビュー
- 1968年 『夢の中で』にて第8回田村俊子賞受賞
- 1971年 『まほうつかいのくしゃんねこ』で第9回野間児童文芸推奨作品賞受賞
- 1981年 『小さな貴婦人』にて第85回芥川賞を受賞
- 1989年 『黄色い猫』で第28回女流文学賞受賞

## 作品リスト
- 『吉行理恵詩集』（晶文社、1970年）（思潮社、1975年）  ISBN 4794935218
- 『記憶のなかに』（講談社、1973年） ISBN 4061317296　のち文庫
- 『男嫌い』（新潮社、1975年） ISBN 410125401X　のち文庫
- 『雲のいる空』（角川書店、1977年） ISBN 4048830643
- 『小さな貴婦人』（新潮社、1981年）  ISBN 4101254028  のち文庫
- 『井戸の星』（講談社、1981年） ISBN 4061168967
- 『迷路の双子』（文芸春秋、1985年） ISBN 4163087907
- 『黄色い猫』（新潮社、1989年） ISBN 4103244038
- 『猫の見る夢』（講談社、1991年） ISBN 406205132X
- 『青い部屋』（文園社、2007年）ISBN 978-4893362209
- 『湯ぶねに落ちた猫』（ちくま文庫、2008）ISBN 978-4480424549

### 共著
- 『ねこ、ねこ、ねこ! 』（西川治共著、サンリオ、1975年） ISBN 4387921528

### 編集
- 猫の国ったら猫だらけ （滑川公一画）

### 合唱曲
- 女声合唱とピアノのための幻影 （木下牧子作曲） ISBN 4760915788